# Ракетный обстрел Украины 10 октября 2022 года
Массированный ракетный обстрел Украины произошёл в утренние часы 10 октября 2022 года. Мощные взрывы прогремели во Львове, Днепре, Тернополе, Ивано-Франковске, Житомире, Харькове, Хмельницком, Кременчуге и других городах. По своим масштабам атака уступила только ударам, нанесённым 24 февраля 2022 года, в первый день российского вторжения, и атаке 15 ноября 2022 года.
По заявлениям украинских официальных лиц, главными целями атаки являлись уничтожение объектов электроэнергетической инфраструктуры, в том числе тепловых электростанций, а также создание паники среди населения Украины и запугивание европейской общественности.
Согласно заявлениям в западных СМИ, удары могли носить неизбирательный характер, целями являлись объекты гражданской инфраструктуры, парки и жилые дома.
Известно об 23 погибших, ещё 100 человек пострадали. Повреждены около 70 объектов, из которых 29 — объекты критической инфраструктуры, четыре многоэтажных и 35 частных жилых домов, а также школа в Киеве. В результате атаки произошли масштабные отключения электроэнергии, затронувшие более 1300 населённых пунктов Украины.
Россия регулярно производит ракетные удары по гражданским целям с погибшими мирными жителями в Украине — например, 27 гражданских погибли в Виннице в середине июля. ООН считает ракетные удары сравнимыми с военными преступлениями.

## Предыстория
Последний раз Киев подвергался ракетному обстрелу в конце июня. Тогда российские военные выпустили по городу 14 ракет.
11 сентября 2022 года Россия обстреляла Змиевскую ТЭС в Харьковской области, Харьковскую ТЭЦ-5 и ряд электрических подстанций, в результате чего на несколько часов пропало электроснабжение в некоторых районах Харьковской, Полтавской, Днепропетровской, Сумской и Донецкой областей. 16 сентября российский президент Владимир Путин заявил: «Совсем недавно вооруженные силы России нанесли там пару ударов чувствительных. Ну, будем считать, что это предупреждающие удары. Если дальше ситуация будет развиваться подобным образом, то ответ будет более серьезным». Журналисты отмечали, что хотя Путин не уточнял, какие именно «чувствительные удары» он имел ввиду, однако он сделал свое заявление вскоре после ударов по Харьковской ТЭС и по плотине в Кривом Роге.
8 октября утром на Крымском мосту произошёл взрыв, который, согласно заявлениям The Washington Post и «Украинская правда» со ссылкой на неназванных официальных представителей правительства Украины, был организован украинскими спецслужбами. 9 октября президент России Владимир Путин официально обвинил украинские спецслужбы в организации взрыва. Проведенное журналистское расследование, как и разведка Украины, считает, что планирование ракетного удара началось примерно за неделю до нанесения удара, а следовательно, удар не мог быть следствием подрыва Керченского моста.

## Ход событий

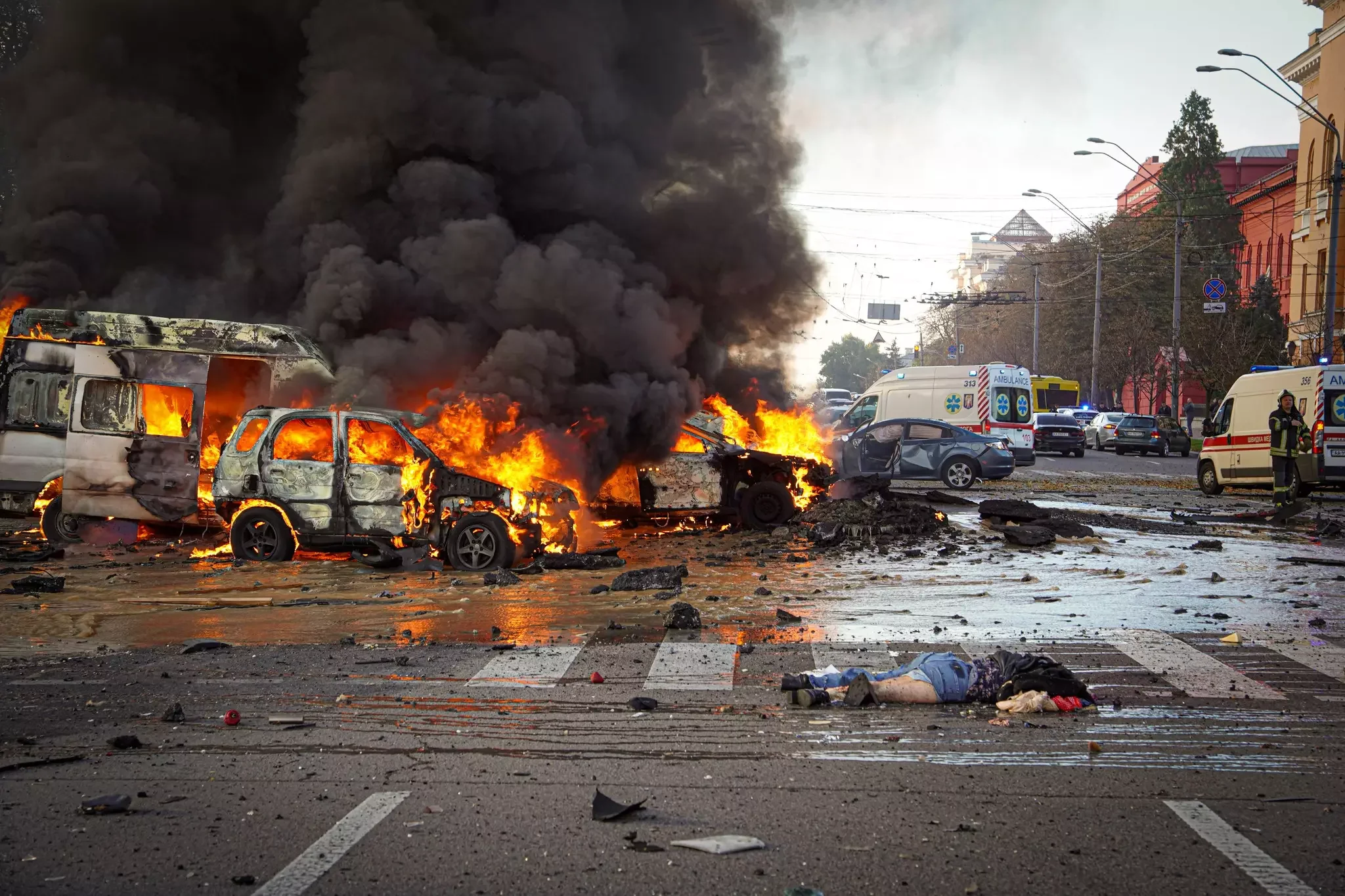
Перекрёсток в Киеве у Красного корпуса КНУ после обстрела

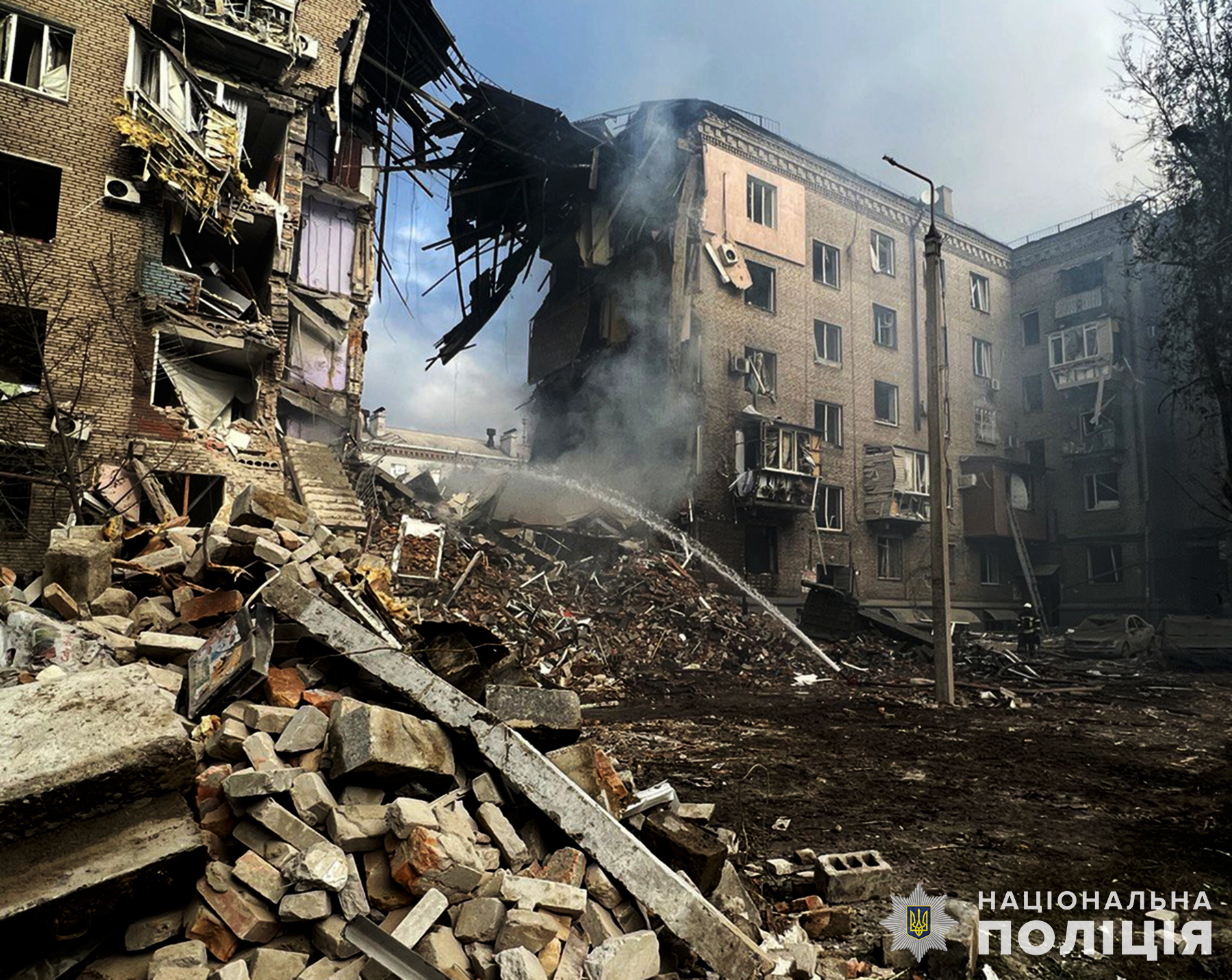
Жилой дом в Запорожье после обстрела

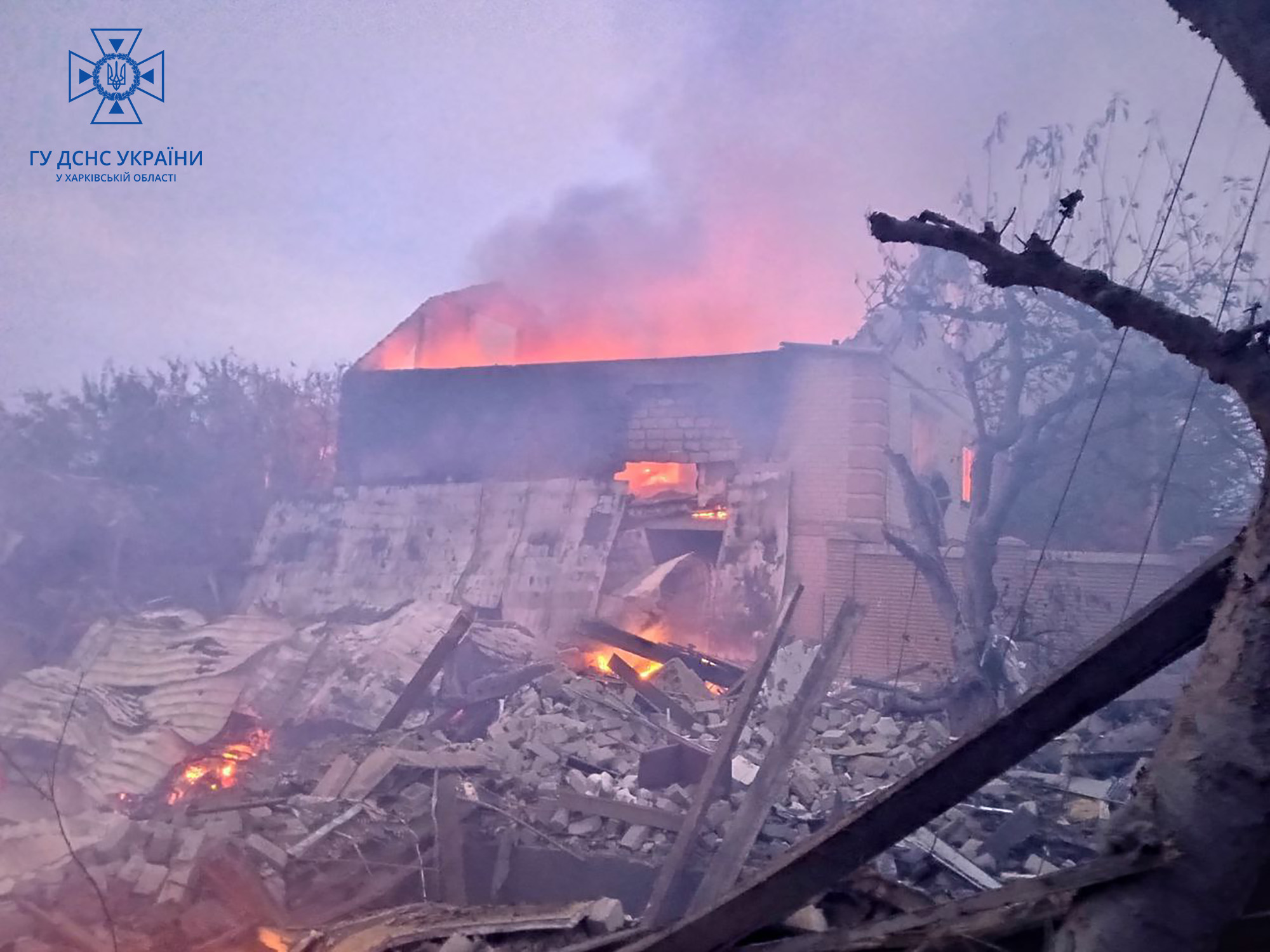
Дом в Купянске после обстрела

В Киеве под удар попали Шевченковский и Соломенский районы города. Ракеты взорвались рядом с памятником Михаилу Грушевскому на Владимирской улице, на детской площадке в парке Шевченко, рядом со стеклянным пешеходным мостом около Арки Свободы украинского народа. Кроме того, мэр Киева Виталий Кличко сообщил о попадании ракет по критической инфраструктуре города. Пострадали, среди прочего, Национальная филармония Украины, Дом учителя, здания Киевского национального университета имени Тараса Шевченко и несколько музеев.
Местные источники сообщили о попадании ракет по объектам энергетической инфраструктуры во Львовской и Житомирской областях. Местные власти подтвердили взрывы в Полтавской и Кировоградской областях, а также в городе Харькове. В Хмельницкой и Тернопольской областях работали системы противовоздушной обороны.
Премьер-министр Украины Денис Шмыгаль сообщил, что состоянию на 11:00 по местному времени были повреждены 11 важных инфраструктурных объектов в 8 регионах Украины и в городе Киев. Мэр Харькова Игорь Терехов сообщил, что город был полностью обесточен. В Сумах была прекращена подача воды. В Кривом Роге два района были обесточены и остались без водоснабжения. Львов был почти полностью обесточен, вследствие чего прекратилась подача горячей воды, а также имелись перебои в мобильной связи.

## Обстоятельства
Удар 10 октября стал самым масштабным ракетным ударом с 24 февраля 2022 года, когда началось российское вторжение и по территории Украины было выпущено около 200 ракет. Атака произошла в утренний час пик. Ракеты Х-101 и Х-555 были запущены стратегическими бомбардировщиками из региона Каспийского моря; ракеты «Калибр» были запущены из Чёрного моря; применялись ракеты комплексов С-300 и реактивные системы залпового огня «Торнадо». Генштаб украинских войск сообщил, что средствами ПВО сбиты 43 ракеты, по данным RUSI было уничтожено более половины выпущенных ракет и беспилотников. По данным МИД Молдавии, три крылатые ракеты, запущенные с российских военных кораблей в Чёрном море, пролетели через воздушное пространство страны в районе села Колбасна и города Сороки.
Кроме ракет, российские войска применили 24 беспилотника, 13 из которых были сбиты.
Общая стоимость выпущенных ракет, по оценке украинской версии журнала Forbes, лежит в пределах 400—700 млн долларов, а беспилотников — несколько миллионов долларов.
Проведенное журналистское расследование идентифицировало предполагаемых военнослужащих ВС РФ, ответственных за программирование целенаведения запускаемых ракет, и причастных, таким образом, к убийствам мирных жителей Украины. Журналисты отмечают существовавшую до выхода расследования анонимность инженеров — соучастников ракетных атак, и возникавшее из-за нее кажущееся ощущение безнаказанности.

### Причины
Согласно заявлению Владимира Путина и оценке обозревателей, атака могла быть ответом на взрыв на Крымском мосту 8 октября, в организации которого российская власть обвиняет украинскую сторону. Путин пообещал «жёсткий» ответ на любые новые «террористические акты» на территории России. Украинская разведка заявила, что подготовка к ракетной атаке началась по меньшей мере со 2 октября — ещё до взрыва на мосту. Расследование The Insider, Bellingcat и Der Spiegel говорит о том, что планирование удара началось примерно на неделю раньше обстрела, что соответствует информации, полученной украинскими властями. Также это подразумевает, что атака на энергетическую инфраструктуру Украины не могла быть следствием подрыва Крымского моста. По мнению американского Института изучения войны (ISW), атака является частью более обширной информационной кампании по восстановлению общественного имиджа Министерства обороны России, в частности, после поражения в Лимане.
Атака произошла в первый день работы российского генерала Сергея Суровикина на посту командующего операциями на Украине. Украинская разведка заявила, что Суровикин известен своей тактикой массированных ракетных атак по объектам инфраструктуры ещё со времён своего командования операциями в Сирии. Однако ISW считает, что атака является частью обычной российской тактики и не связана лично с Суровикиным, который, согласно озвученной украинской разведкой хронологией, не мог руководить подготовкой удара. ISW отметил, что каждый российский командующий военных округов, воздушно-космических и воздушно-десантных войск хотя бы по одному разу побывал в Сирии в качестве начальника штаба или командующего российскими силами, и что российские войска совершали преднамеренные атаки по гражданской инфраструктуре в течение всей войны в Сирии. Отдельно ISW подчеркнул, что Суровикин как командир участвует во вторжении на Украину с самого начала, а предшественник Суровикина на нынешней должности, генерал армии Александр Дворников, получил отдельную известность за жестокие атаки по сирийскому гражданскому населению.

## Разрушения и жертвы
Власти Украины сообщили, что по всей стране были убиты 23 человека и ранены ещё 100. Больше всего пострадавших в Киеве: 7 убитых и 49 раненых. В Киеве ракетным ударом были сожжены 6 автомобилей, а более 15 — получили повреждения.
Среди жертв:
- врач детской больницы Охматдет Оксана Леонтьева[41];
- специалист Государственной службы специальной связи в Луганской области лейтенант Сергей Мироненко[42];
- исполняющий обязанности директора Днепропетровского областного узла Госспецсвязи Владимир Кучма[42];
- начальник автотранспортного отдела Днепропетровского областного узла Госспецсвязи Александр Лунёв[42];
- слесарь по ремонту автомобилей Днепропетровского областного узла Госспецсвязи Петр Козер[42];
- начальник отдела в департаменте Киберполиции МВД Украины Юрий Заскока[12].

В Киеве пострадали здания культурного и образовательного характера, среди которых Киевский национальный университет имени Тараса Шевченко, несколько музеев, в том числе музей Ханенко, Национальный музей Тараса Шевченко и Национальный научно-природоведческий музей НАН Украины, Центральный железнодорожный вокзал, незначительно пострадал пешеходно-велосипедный мост через Владимирский спуск. В Николаеве ракетным ударом повреждено здание Национального университета кораблестроения имени адмирала Макарова, частично разрушенное ещё 15 июля.

## Последствия
По данным американской New York Times, пять областей Украины — Львовская, Полтавская, Сумская, Харьковская и Тернопольская — остались без электроснабжения, интернета и отопления. Города Львов, Хмельницкий, Житомир и Харьков также остались без электричества и центрального отопления. В Харькове также отключили городскую водопроводную станцию. По сообщению NetBlocks, отключения на Украине вызвали серьёзные сбои в работе интернета, его использование в некоторых регионах упало до 25 % от обычного уровня. В целом в результате ударов 10—11 октября 2022 года было повреждено 30 % объектов электроэнергетической системы Украины.
13 октября New York Times сообщил о веерных отключениях электроэнергии по всей Украине после широкомасштабных российских атак. По словам официальных лиц, это стало первым масштабным ударом России по энергетической инфраструктуре с начала войны. Правительство Украины заявило о прекращении экспорта электроэнергии в Европу и призвало людей экономить электроэнергию, уточнив, что «могут пройти недели», прежде чем восстановление системы будет завершено.

### Поставка системы противоракетной обороны
После начала массированных ракетных обстрелов была достигнута договорённость с Германией о поставке Украине батареи противоракетной обороны IRIS-T SL в составе трёх пусковых установок по 8 ракет в каждой. Батарея имеет радар высокой чувствительности, предназначенный для обнаружения низколетящих крылатых ракет, таких как «Калибр». Первая батарея IRIS SLM прибыла на Украину 11 октября 2022 года.

## Реакция

### Украина
Президент Украины Владимир Зеленский заявил, что целями атаки является гражданское население и энергетическая инфраструктура, отметив, что удар был нанесён в утренний час пик.

### Международное сообщество
Владимир Зеленский договорился с канцлером Германии Олафом Шольцем об экстренной встрече стран Большой семёрки. Онлайн-совещание было проведено 11 октября, на нём выступил украинский президент. По итогам заседания лидеры стран G7 осудили удары, предупредили Россию о недопустимости применения любого оружия массового поражения, призвали Белоруссию прекратить поддержку России, заявили о непризнании аннексии украинской территории и пообещали поддерживать Украину столько, сколько потребуется.
Верховный представитель Союза по иностранным делам и политике безопасности Жозеп Боррель заявил об осуждении удара как «действия, которому нет места в XXI веке», и сообщил об усилении военной поддержки Украины.
Президент Франции Эмманюэль Макрон, канцлер Германии Олаф Шольц, министр иностранных дел Польши Збигнев Рау, и министр иностранных дел Великобритании Джеймс Клеверли выразили поддержку Украине, указав на недопустимость нападений на гражданское население. Президент Швейцарии Иньяцио Кассис осудил Россию и призвал её немедленно прекратить свои «неизбирательные атаки».
Министерство иностранных дел Молдавии срочно вызвало посла РФ в Кишинёве Олега Васнецова в связи с тем, что российские ракеты пролетели над территорией страны. Глава Минобороны Анатолий Носатый заявил, что республика снова может принять решение о закрытии воздушного пространства (оно было закрыто с 24 февраля, с 21 марта ограничения были частично сняты).

### Россия
Российские официальные лица и пропагандисты приветствовали ракетные удары по Украине.
Заместитель председателя Совета безопасности РФ Дмитрий Медведев после атаки написал в своём телеграм-канале, что Россия будет наносить удары и дальше, и будет добиваться «полноценного демонтажа политического режима Украины». Редактор Би-би-си по вопросам России Стив Розенберг сказал, что, если заявление отражает официальную позицию российского руководства, характер заявления свидетельствует о желании России продолжать войну до тех пор, пока вся Украина не вернётся в сферу её влияния.
Государственные телеканалы РФ распространяли ложные сообщения, что президент Украины Владимир Зеленский якобы был эвакуирован «в направлении польской границы» после ракетных ударов.

## Расследование
The Insider, Bellingcat и Der Spiegel удалось выяснить, кто именно наводит ракеты на гражданские объекты и идентифицировать 30 военных инженеров. Расчёт полётных маршрутов производится на специальных станциях в нескольких секретных военных подразделениях в составе Главного вычислительного центра (ГВЦ) Вооружённых сил России.